# Медуница, Олег Вячеславович
Оле́г Вячесла́вович Медуни́ца (укр. Олег Вячеславович Медуниця; род. 27 июля 1971, Сумы) — украинский государственный деятель, депутат Верховной рады Украины VII (2012—2014) и VIII созыва (2014—2019).

## Биография
Родился 27 июля 1971 года в Сумах.
Окончил Сумской государственный педагогический институт им. А. С. Макаренко в 1993 году по специальности «учитель географии и биологии». С 1993 по 1999 год работал учителем географии и биологии в Севериновской среднеобразовательной школе Сумского района.
С сентября 1999 по март 2004 года был главой Сумского областного комитета молодёжных организаций, с марта 2004 года по февраль 2005 года — заместителем главы комитета.
С февраля по март 2005 года был исполняющим обязанности заместителя председателя Сумской областной государственной администрации, с мая 2005 года по август 2006 года — заместителем председателя Сумской областной государственной администрации.
С октября 2006 по 2008 год был начальником управления информации и связей с общественностью Черниговской областной государственной администрации. С 2008 по 2010 год был заместителем главы Сумской областной государственной администрации, с 2010 года — главой сумской областной общественной организации «Бюро анализа политики».
На парламентских выборах 2012 года избран народным депутатом Верховной рады Украины VII созыва по избирательному округу № 157 Сумской области, был выдвинут ВО «Батькивщина», получил 41,75% голосов среди 14 кандидатов. В парламенте входил во фракцию ВО «Батькивщина», являлся членом комитета по вопросам бюджета.
На досрочных парламентских выборах 2014 года избран народным депутатом Верховной рады Украины VIII созыва по избирательному округу № 157 Сумской области, был выдвинут от партии «Народный фронт», получил 31,02% голосов среди 14 кандидатов. В парламенте входит во фракцию «Народного фронта», является членом комитета по вопросам бюджета.
1 ноября 2018 года были введены российские санкции против 322 граждан Украины, включая Олега Медуницу.